# Torkan i Kalifornien 2011–2017

December 2013 till juli 2014.

Torkan i Kalifornien 2011–2017 avser den utsträckta, långvariga torka, en av de värsta i delstatens historia, som inleddes eller förvärrades under 2010/2011 och som 2017 ännu pågår.

## Historik

### 2016
Enligt officiella uppskattningar med hjälp av flygfoton hade torkan, räknat från 2010 till mitten av november 2016, lett till att 102 miljoner träd dött. Av dessa så dog enligt uppskattningen hela 60 miljoner under 2016.